# Karin Lüsebrink
Karin Lüsebrink (eigentlich Paula Lüsebrink; * 6. September 1908 in Plettenberg; † zwischen 28. Oktober und 5. November 1984 in Berlin) war eine deutsche Schauspielerin bei Bühne und Film.

## Leben und Wirken
Die Tochter der Verkäuferin Amanda Lüsebrink besuchte zunächst eine höhere Mädchenschule und erhielt anschließend ihre künstlerische Ausbildung an der Deutschen Schauspiel- und Filmschule in München. Ebenfalls in der bayerischen Hauptstadt folgten Auftritte am Schauspielhaus, Volkstheater und Residenztheater sowie erste Engagements für Filme der Emelka, deren Titel jedoch nicht bekannt sind. Zu Beginn der NS-Zeit wechselte sie nach Berlin.
In dem einen Jahrzehnt ihrer intensiven Tätigkeit vor der Kamera im Dritten Reich (1933/34 bis 1943/44) spielte Karin Lüsebrink eine Fülle von Nebenrollen, darunter junge Frauen aller Arten: Mal war sie eine Bardame, ein Nummerngirl und ein Animiermädchen, dann wieder eine brave Bürgerstochter, eine Musikstudentin, eine Freundin oder eine Ehefrau, schließlich auch mal eine Kassiererin, eine Sekretärin und eine Krankenschwester. Keine dieser rund 30 Rollen hinterließ einen bleibenden Eindruck. Sie stand 1944 in der Gottbegnadeten-Liste des Reichsministeriums für Volksaufklärung und Propaganda.
Nach 1945 ist kein Theaterfestengagement Karin Lüsebrinks mehr nachzuweisen, hingegen trat sie bis Mitte der 1950er Jahre noch hin und wieder vor die Kamera. Später arbeitete sie als kaufmännische Angestellte. Sie starb im Herbst 1984 in ihrer Wohnung am Kurfürstendamm, wo ihr Leichnam erst Tage später aufgefunden wurde.

## Filmografie
- 1933: Der Flüchtling aus Chicago
- 1934: Die Czardasfürstin
- 1934: Ferien vom Ich
- 1935: Ehestreik
- 1935: Ich liebe alle Frauen
- 1935: Einer zuviel an Bord
- 1935: Der Klosterjäger
- 1936: Der schüchterne Casanova
- 1936: Die Unbekannte
- 1936: Stülke und Lehmann (Kurzfilm)
- 1936: Fuchs, Du hast die Gans gestohlen (Kurzfilm)
- 1936: Truxa
- 1937: So weit geht die Liebe nicht
- 1937: Gänseknöchlein (Kurzfilm)
- 1937: Pan
- 1937: Tango Notturno
- 1937: Mit versiegelter Order
- 1938: Schatten über St. Pauli
- 1938: Der Fall Deruga
- 1938: Die unheimliche Nacht
- 1939: Hurra! Ich bin Papa!
- 1939: Inspektor Warren wird bemüht (Kurzfilm)
- 1939: Wenn Männer verreisen
- 1939: Kitty und die Weltkonferenz
- 1939: Münchner Oktoberfest (Dokumentarfilm)[5]
- 1940: Kleider machen Leute
- 1941: Illusion
- 1941: Anuschka
- 1942: 5000 Mark Belohnung
- 1942: Wir machen Musik
- 1942: Hab’ mich lieb!
- 1942: Damals
- 1943: Akrobat schö-ö-ö-n
- 1943: Gefährlicher Frühling
- 1944: Die Frau meiner Träume
- 1951: Torreani
- 1952: Ferien vom Ich
- 1955: Das Fräulein von Scuderi
- 1961: Der tapfere Straßenbahnwagen (Kurzfilm)